# Тулува
Тулува (хинди तुलुव राजवंश) — третья индуистская правящая династия Виджаянагарской империи (1491—1570) . Династия ведет свою патрилинейную родословную от говорящих на языке тулу, которые являются кшатриями нагавамши (Йогишвараппа, Б.Н. The study of Nayakatana in the Vijayanagara empire with special reference to Tuluva Dynasty. стр. 28.) Тулува Нараса Наяка был могущественным военачальником, говорящего на языке тулу. Его сын Нарасимха Наяка организовал убийство слабого царя Нарасимхи Рая II, положив конец правлению династии Салува. Нарасимха Наяка позже занял трон Виджаянгары как Виранарасимха Райя, основав династию Тулува . Династия достигла своего расцвета во время правления Кришнадевараи, второго сына Тулувы Нарасы Наяки.

## История
Первоначальной родиной династии Тулува был западный регион Виджаянагарской империи, говорящий на языке тулу. Санскритский эпиграф на восточной стене храма Тирумала описывает генеалогию Кришнадевараи. Первым предком рода Тулува, о котором следует упомянуть, является Тиммабхупати и его жена Деваки. За Тиммабхупати следуют его сын Ишвара и супруга Буккамма, а затем некий Нараса Бхупала, который не кто иной, как Тулува Нараса Наяка, отец царя Кришнадевараи. Могущественному военачальнику Тулуве Нарасе Наяке приписывается завоевание государства Гаджапати, а также владений некоторых мусульманских правителей .
Кришнадеварайя, сам говорящий на языке тулу, был известен своей лингвистической нейтральностью, поскольку он правил многоязычной империей. Известно, что он покровительствовал поэтам и издавал надписи на таких разных языках, как санскрит, тамильский, каннада и телугу. Однако он возвел телугу в ранг царского языка, возможно, из-за доминирования вождей, говорящих на телугу, и сочинил на нем эпическую поэму «Амуктамальяда». Правители династии Тулува были убежденными вишнуитами и покровительствовали вишнуизму. Вьясатиртха, святой Каннадига Двайты, был кулагуру Кришнадевараи.
Падение династии Тулува привело к началу распада Виджаянагарской империи.

## Список правителей династии Тулува
- Тулува Нараса Наяка (1438—1503), регент Виджаянагарской империи при последних правителях династии Салува (1491—1503), основатель династии Тулува.
- Виранарасимха Райя (? — 1509), махараджахираджа (1503—1509), старший сын предыдущего
- Кришнадеварая (1471—1529), махараджахираджа (1509—1529), младший брат предыдущего
- Ачьюта Дева Райя (? — 1542), махараджахираджа (1529—1542), младший брат предыдущего
- Садашива Райя (? — 1570), последний махараджахираджа (1542—1570), внук Кришнадевараи.